# فربيون جزر الكناري
فربيون جزر الكناري (بالإنجليزية: Euphorbia canariensis)‏ هو نبات عصاري يشكل جزءًا من الفصيلة الفربيونية وتحديدًا جنس الفربيون المستوطن في جزر الكناري.

## معرض صور

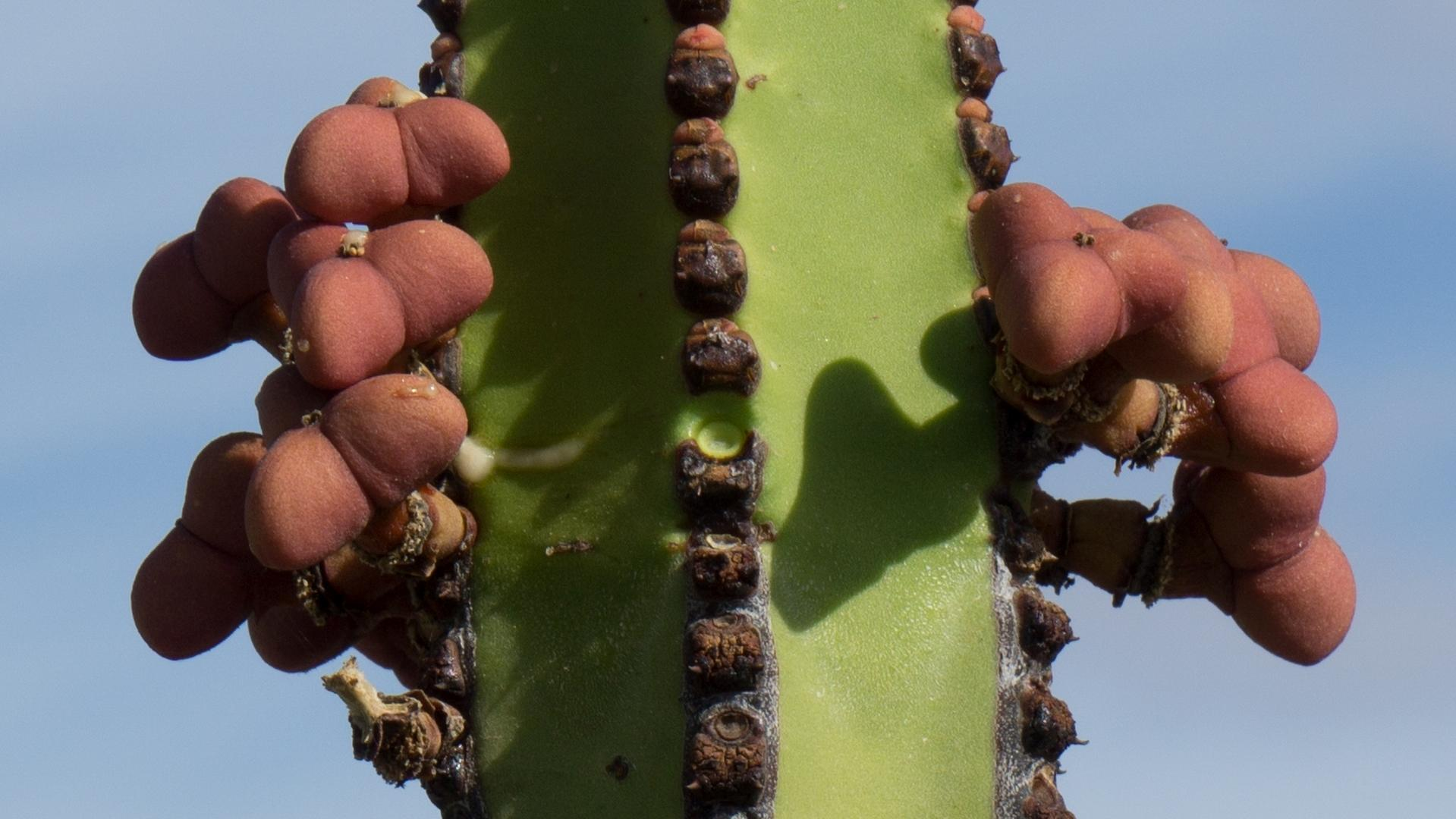
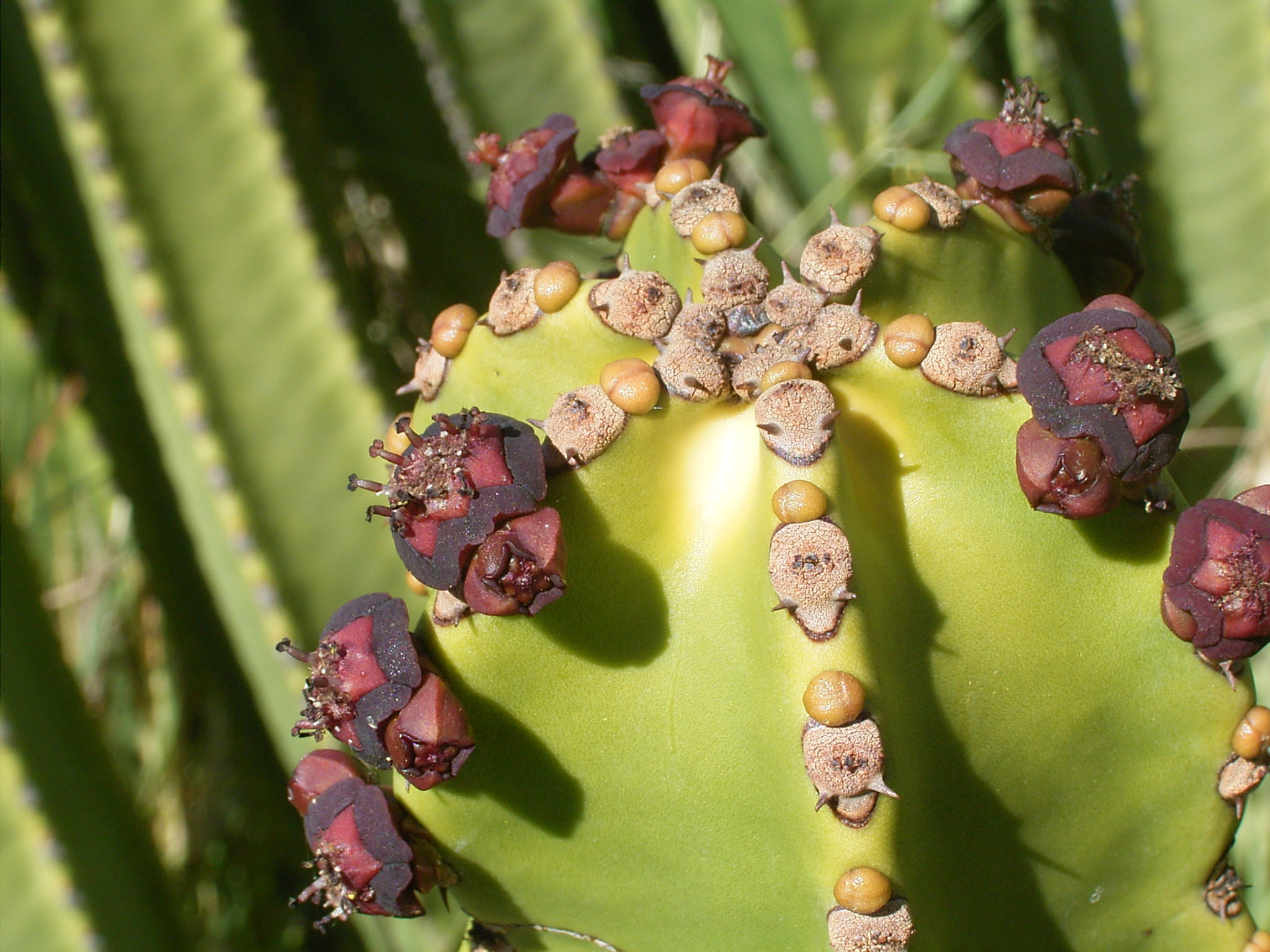
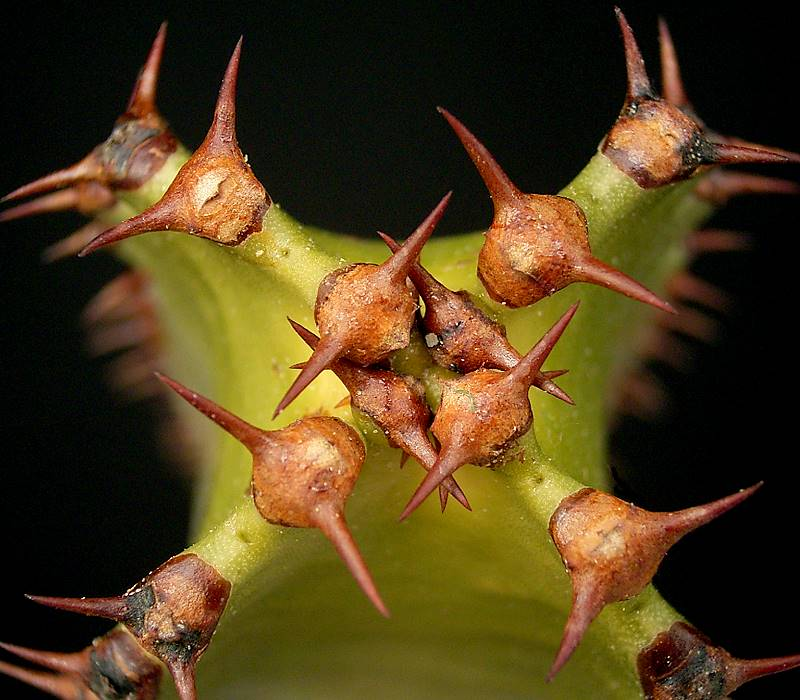